# دیورتیمنتو

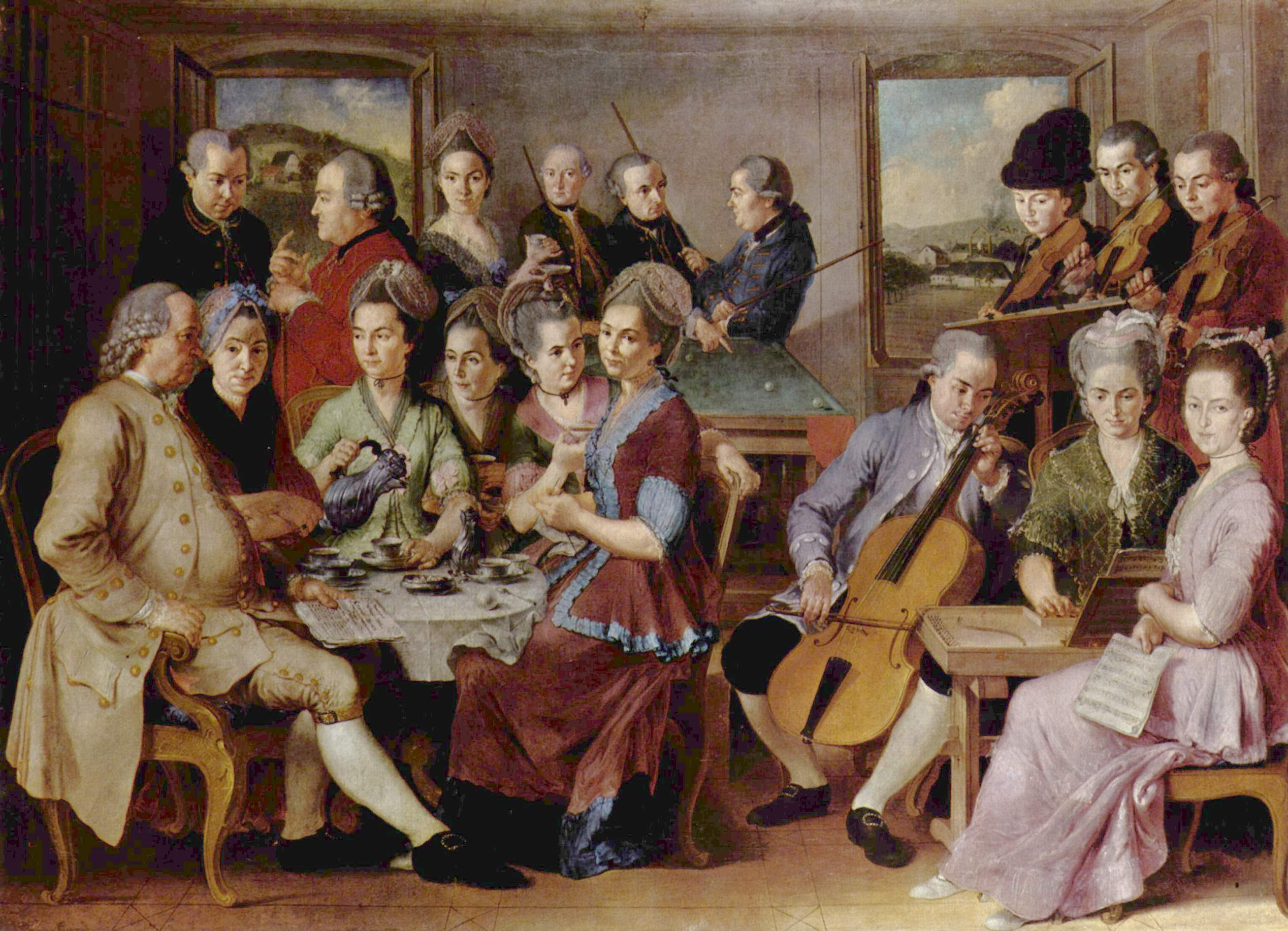
دیورتیمنتو در قرن ۱۸ میلادی برای گروه‌های کوچکِ سازی نوشته می‌شد.

دیوِرتیمِنتو (به ایتالیایی: Divertimento) یا دیورتیسمان، عنوان قطعهٔ موسیقیِ سازی، در حیطهٔ موسیقی کلاسیک است که از نیمهٔ دوم قرن ۱۸ میلادی بکار برده شده‌است. دیورتیمنتو می‌تواند رابطی بین بخش‌های گوناگون و اجزاء یک قطعهٔ بزرگ باشد.
دیورتیمنتو بیشتر برای موسیقی مجلسی ساخته شده و دارای فرمی آزاد است که در حالت معمول، شبیه و همانندِ سوئیت است. «کاساسیون» و «سرناد» فرم‌هایی هستند که با دیورتیسمان، خویشی و نزدیکی دارند. یوزف هایدن ۶۶ و ولفگانگ آمادئوس موتزارت ۲۱ دیورتیمنتو ساخته‌اند. واژهٔ دیورتیمنتو، یک کلمهٔ ایتالیایی به معنای تفریح و سرگرمی است. این اصطلاح برای توصیف آثارِ سازی غیر مذهبیِ گسترده‌ای استفاده شده که برای گروه سازهای سولیست یا ارکستر مجلسی نوشته شده‌اند.
دیورتیمنتو معمولاً یک نوع موسیقی سرگرم‌کننده است، اگرچه همچنان می‌تواند برای نوع جدی‌تری از موسیقی نیز به‌کار برده شود.